# Observations
Observations is de naam van het zevende album (het vijfde album met nieuwe tracks) van de IJslandse funk-/fusion-band Mezzoforte uit 1984. Het album werd als langspeelplaat voor de eerste keer uitgegeven in 1984, in 1991 volgde er een cd-uitgave en in 1994 werd een digitaal geremasterde uitgave met een andere hoes uitgebracht. Voor de uitgave voor IJsland zijn de meeste nummers ook voorzien van IJslandse titels.

## Tracks
1. "Miðnætursól"/Midnight Sun E. Gunnarsson - 4:33
2. "Spring Fever" 1) F. Karlsson - 4:45
3. "Sumardraumur"/Summer Dream F. Karlsson - 5:20
4. "Svið"/The venue F. Karlsson - 4:52
5. "Rockall" F. Karlsson - 5:02
6. "Járnbræðsla"/Metal Fusion 2) F. Karlsson - 4:45
7. "Ferðafönk"/Double Orange Juice F. Karlsson - 5:42
8. "Létt lag af hljómplötu"/We´re only here for the Beer E. Gunnarsson - 5:47
9. "Náttfari"/Observations E. Gunnarsson - 5:10
10. "Í fjarska"/Distance K. Svavarsson - 6:24
11. "Sprett úr spori"/Garden Party (Live) 3) E. Gunnarsson - 4:19

1) Spring fever staat niet op de versie voor IJsland.

2) Metal Fusion is track 10 op de digitaal geremasterde versie uit 1994. De tracks 7 t/m 10 zijn op de digitaal geremasterde versie de tracks 6 t/m 9.

3) Garden Party (Live) staat op de cd-uitgave van 1991.

## Bezetting

### Vaste bandleden
- Friðrik Karlsson - gitaar
- Eyþór Gunnarsson - toetsen
- Jóhann Ásmundsson - basgitaar
- Gulli Briem - drums, percussie
- Kristinn Svavarsson - saxofoon

### Gastmuzikanten
- Chris Cameron - zang
- Louis Jardim - percussie
- Shady Owens - zang

### Hoornsectie (koperblazers)
- Stuart Brooks - Trumpet
- Martin Dobson - Saxophone
- Steve Sidwell - Trumpet
- Chris White - Saxophone